# Crocidura macarthuri
Crocidura macarthuri es una especie de musaraña de la familia de los soricidae.

## Distribución geográfica
Se encuentra en Kenia y Somalia. 